# Жизнь «Ивана»
«Жизнь „Ивана“. Очерки из быта крестьян одной из чернозёмных губерний» — книга российского этнографа Ольги Семёновой-Тян-Шанской, основанная на её опросах крестьян в Рязанской губернии на рубеже XIX и XX веков. Работа содержит данные о жизни «среднестатистического» крестьянина средней полосы России: о его экономическом положении, семейных отношениях, досуге, верованиях и пр. Книга не была завершена при жизни автора и впервые была опубликована лишь в 1914 году, впоследствии она переиздавалась и была переведена на английский язык.

## Создание
Дочь известного географа, статистика и государственного деятеля Петра Семёнова-Тян-Шанского Ольга Петровна Семёнова-Тян-Шанская (1863—1906) занималась этнографическими исследованиями с юных лет: её собрание песен Рязанской губернии было опубликовано в 1886 году и отмечено серебряной медалью ИРГО, а позже совместно с братом Вениамином она написала раздел, посвящённый среднерусской чернозёмной области, для серии «Россия. Полное географическое описание нашего отечества» (1902). В деревне Гремячка Данковского уезда, где находилось имение семьи и где Семёнова обычно проводила лето, она организовала школу для крестьянских девочек. Совместно с подругой Варварой Шрейдер они собрали большую коллекцию народного костюма из 1465 единиц, впоследствии переданную Русскому этнографическому музею.
В конце 1890-х годов со своим коллегой К. В. Николаевским Семёнова составила программу исследования крестьянской жизни соседних деревень, включающую широкий круг вопросов об экономической, социальной и семейной жизни крестьян. В течение четырёх лет, с 1898 по 1902 года, она собирала по деревням ответы на вопросы программы и впоследствии дорабатывала их, надеясь объединить в единый труд. Она также надеялась дополнить работу своими наблюдениями о том, как отразилось политическое движение первой половины 1900-х годов на крестьянской среде. Однако труд автора не был завершён. О. П. Семёнова умерла в конце 1906 года в возрасте 43 лет от болезни сердца. По словам Шрейдер, после её смерти «осталось много тетрадок, записных книжек, отдельных клочков бумаги, тщательно ею собранных и исписанных ее отчётливым, своеобразным почерком».

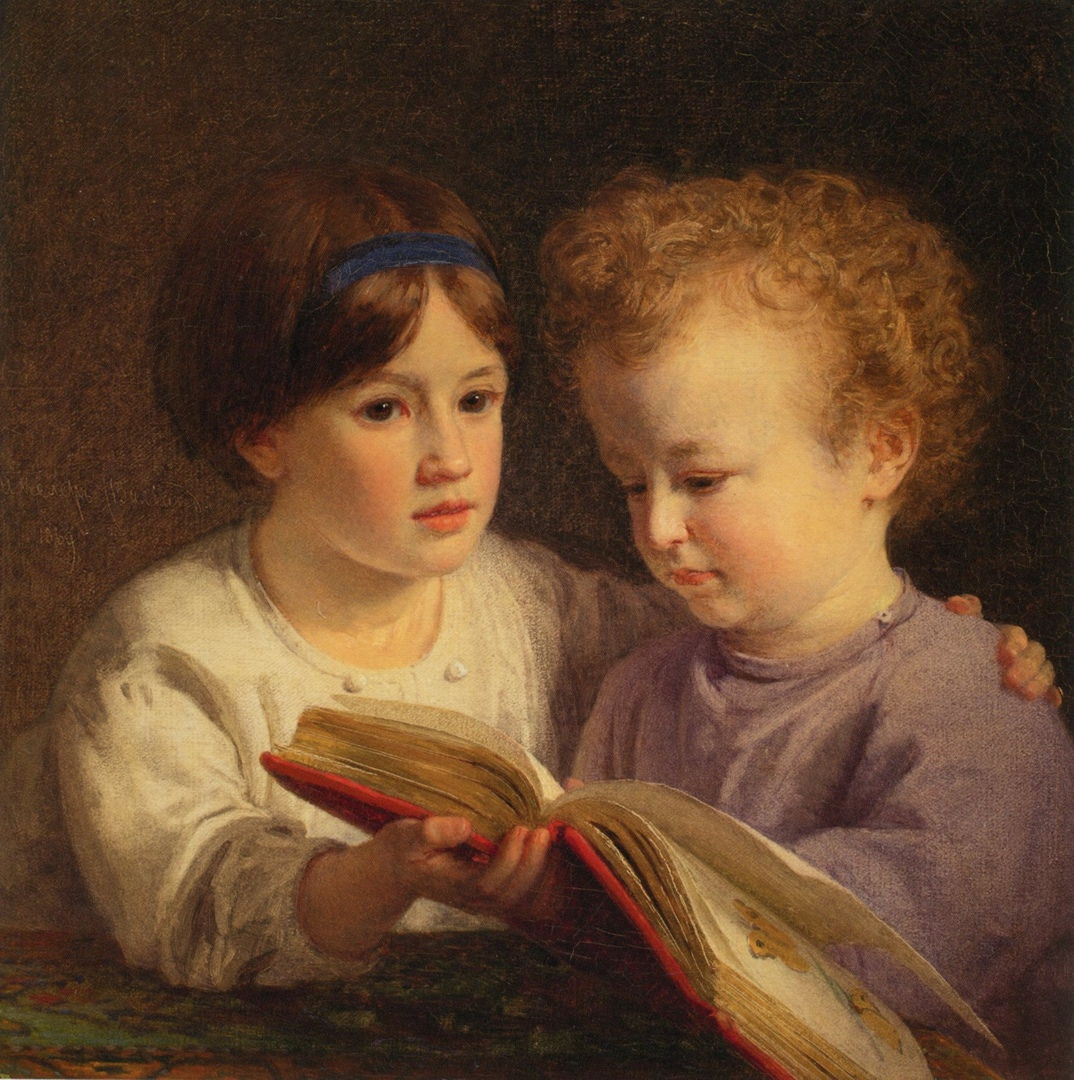
Ольга Петровна с братом Андреем в детстве (Йохан Кёлер, 1866)

В 1908 году в мемориальной статье о Семёновой Шрейдер опубликовала фрагменты из её трудов. В 1914 году, через восемь лет после смерти Семёновой, её материалы были опубликованы в отдельном выпуске «Записок» ИРГО по отделению этнографии. В том же году появилось две рецензии на книгу, в целом положительные, — в журналах «Современник» и «Вестник Европы». В связи с началом Первой мировой войны и последующей революции книга была забыта, и лишь в 1995 году переиздана репринтным способом в Рязани.
В те же годы книга привлекла внимание и американских учёных-россиеведов: в рамках совместной программы Индианского и Мичиганского университетов по изданию русских и восточноевропейских исследований был разработан проект по публикации материалов Семёновой-Тян-Шанской о русском крестьянстве. В 1993 году был опубликован английский перевод книги с вступительной статьёй и комментариями Дэвида Рэнсела, профессора Индианского университета. Композиция книги в этом издании частично изменена, как и её название.
В 2010 году книга была переиздана издательством «Ломоносовъ» в переработанном виде: текст был разделён на две части, в первую вошло описание жизни собирательного персонажа «Ивана», во вторую — наброски, посвящённые крестьянскому быту; планы к написанным и ненаписанным главам были помещены в приложении.
В настоящее время в Музее П. П. Семёнова-Тян-Шанского в деревне Гремячка действует экспозиция «История Мураевинской волости», в которой представлены материалы, связанные с описаниями крестьянского быта в книге О. П. Семёновой.

## Содержание

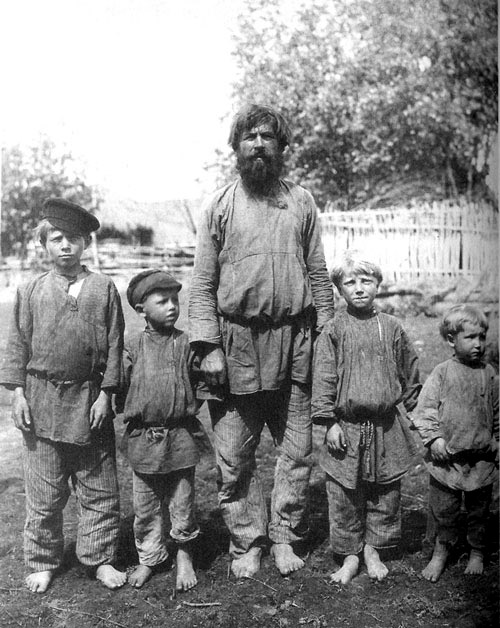
Крестьянин Рязанской губернии с детьми (1910)

В книге рассказывается о жизни «Ивана»: «Иван» — это собирательный образ простого русского крестьянина.

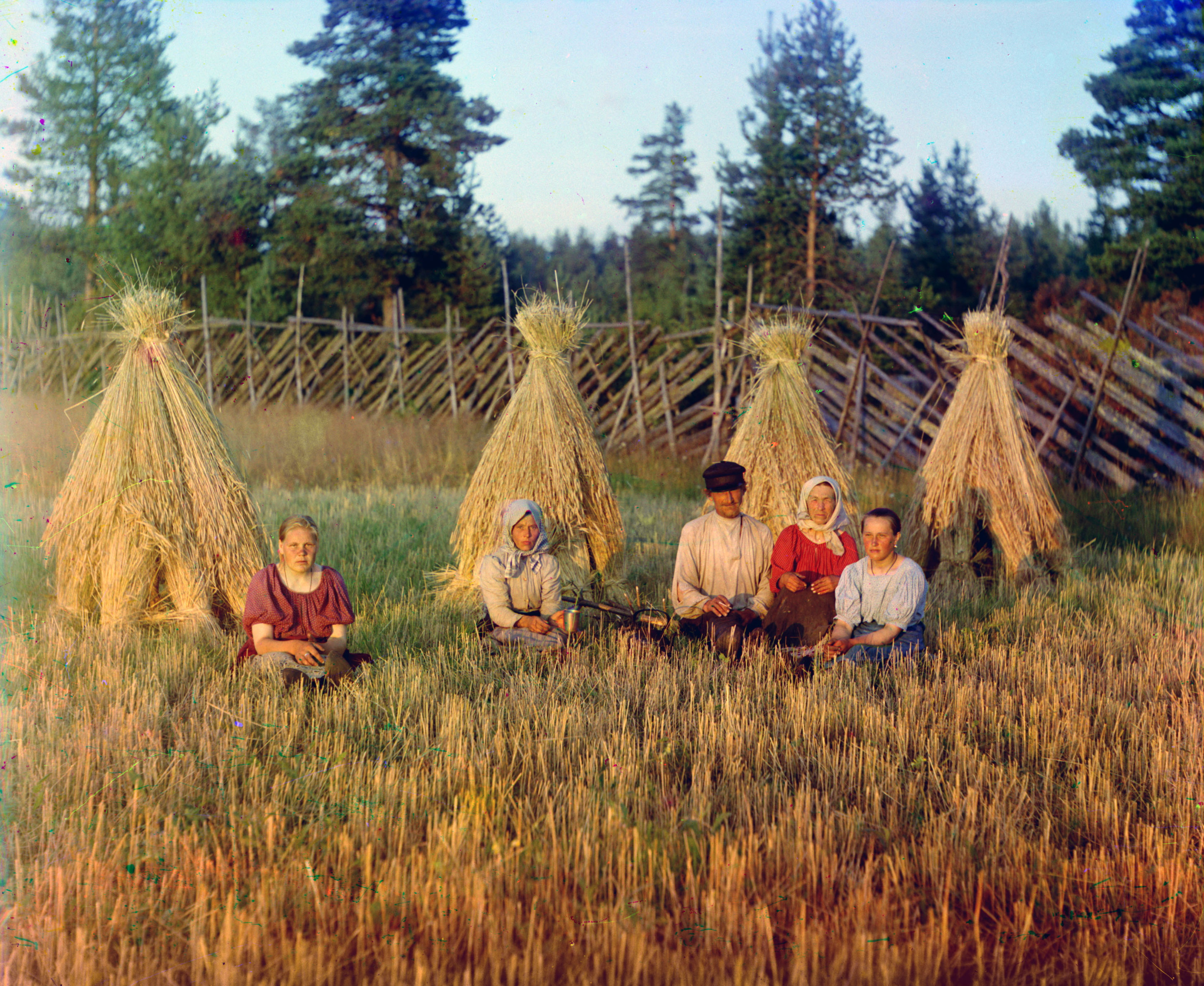
Крестьяне на жнитве (1909). Фото С. М. Прокудина-Горского

«Иван» — третий ребёнок в семье Степана и Акулины, он родился «через год или два после реформы». В первой главе (Родители «Ивана») изложение начинается с обзора имущественного состояния родителей, включая полную опись и стоимость имущества. В остальном первая глава посвящена сватовству, свадьбе и родам ребёнка у крестьян: рассказывается о том, какое приданое Степан взял за Акулиной, каков был состав семьи Степана, когда в неё вступила Акулина, как часто и за что Степан бил Акулину. Описывается средний возраст выхода замуж и женитьбы, физическое развитие жениха и невесты, занятия женщины во время беременности, отношение в семье к первому ребенку и последующим детям. Большой раздел посвящён тому, как проходят роды, что делают в случае их затруднения, как проходят крестины, как после родов женщина возвращается к обычным делам, как лечат женские болезни, вызванные тяжёлой работой сразу после родов. В следующих главах («Иван» до того, как он стал на ноги, «Иван» на ногах. Детство) рассказывается о раннем детстве мальчика, когда его в основном нянчила сестра, хотя и без особой радости. Говорится о том, чем питался и во что был одет Иван, какие слова он произнёс первыми и как затем научился ругательствам, о детских болезнях и их лечении, о проказах (которые «сводятся к порче костюма или воровству чего-нибудь съестного, что сейчас же можно положить в рот») и наказаниях за них, а также о развивающейся привычке лгать («ребёнок научается лгать от страха быть побитым»). По мере взросления («Иван» в том возрасте, когда от него впервые потребовались домашние услуги (семь-одиннадцать лет), и «Иван»-подросток) Иван начинает получать поручения, сначала по присмотру за младшим братом или сестрой, затем чаще всего связанные с выпасом скота. Также рассказывается о том, что мальчик думает о старших, о Боге и святых, о его отношении к животным, о детских играх, о наказании детей, о его учёбе в школе и начале работы по найму.
В следующих главах («Иван»-жених и Пропивание невесты, смотрёнки, свадьба) речь идёт об Иване — молодом парне: как парни и девушки начинают общаться на совместных гуляниях («улицы») и посиделках («вечорки»), об употреблении алкоголя начиная с раннего возраста, о предложении замужества, о добрачных и внебрачных связях и избавлении от плода, о детской смертности («в большинстве семей умирает более половины всех рожденных детей») и отношении к детоубийству («Убийство совершается и под влиянием стыда и страха, и по экономическим соображениям»), том, как что поют над люлькой и как укачивают детей. Также подробно описывается современный свадебный обряд.
Во второй части приводятся заметки автора о разделении имущества и обязанностей между мужем и женой, об устройстве избы, о заработках и ценах, о податях и судебных исках, а также записанные автором диалоги крестьян.
В приложении дано несколько вариантов «Программы сообщения сведений о быте крестьян», в том числе с вопросами о взрослой жизни Ивана, которые не были раскрыты в оставшейся после смерти автора рукописи.

## Отзывы
Издатель книги и коллега автора В. П. Шнейдер писала о том, что в результате работы Семёновой «создаётся целый эпос „Жизнь“ — жизнь среднего „Ивана“ от колыбели до могилы» .
В рецензии, опубликованной в год первого полного издания книги, Т. Л. Хитрово называет исследование «очень интересным», однако отмечает, что «там, где автор „описывает“, его изложение бледновато, иногда даже слащаво», а «там, где он „записывает“ — ему удаётся отметить характерные штрихи». По мнению рецензента, «характеристика крестьян моральная и умственная не то, что пристрастна, но позволяет думать, что О. П. осталась для деревни наблюдательной и доброжелательной барышней»: автор «пишет об „Иванах“, как о каком-то диком племени, далёком и чужом».
Дэвид Рэнсел называет книгу Семёновой первой работой, в которой дан портрет повседневной жизни крестьянина и его семейных отношений начиная с эпохи отмены крепостного права и до начала XX века. По словам авторов предисловия к переизданию книги в 2010 году (издательство «Ломоносовъ»), труд Семёновой-Тян-Шанской позволяет считать автора «одной из ярчайших представительниц» народоведения как «научной дисциплины, изучающей этнографию собственного народа».